# Škoberne
Škoberne je priimek več znanih Slovencev:
- Aleš Škoberne (*1971), balinar
- Aleš Škoberne (*1975), atlet
- Anjuta Bubnov Škoberne (*1943), pravnica, strokovnjakinja za socialno varnost
- Boža Škoberne (1925—2017), novinarka in publicistka
- Diana Kobler Škoberne (*1952), prevajalka
- Franc Škoberne (1923—1990), politični in založniški delavec
- Jan Škoberne (*1987), politik, poslanec
- Jure Škoberne (*1987), šahist, velemojster
- Ludvik (Luka) Škoberne (*1946), novinar, publicist
- Milko Škoberne (1910—1981), zborovodja, glasbeni urednik
- Primož in Barbara Škoberne, ustanovitelja Duhovne univerze
- Stanislav Škoberne (*1929), športni padalec
- Teodor (Dorko) Škoberne (*1930), narodnozabavni glasbenik iz Trbovelj (pred Avseniki)